# Щитно (Западно-Варшавский повет)
Щи́тно (пол. Szczytno) — село в Польше в сельской гмине Кампинос Западно-Варшавского повета Мазовецкого воеводства.
Село располагается в 8 км от административного центра сельской гмины Кампинос, в 31 км от административного центра повета города Ожарув-Мазовецкий и в 45 км от административного центра воеводства города Варшава.
В 1975—1998 годах село входило в состав Варшавского воеводства.